# Hradec u Kadaně (hradiště)
Hradec u Kadaně (též Na Pokladě) je hradiště na rozsáhlé ostrožně nad soutokem Úhošťanského potoka s Ohří. Nachází se jeden kilometr severovýchodně od Hradce a čtyři kilometry jihovýchodně od Kadaně v okrese Chomutov. Od roku 1963 je chráněno jako kulturní památka.

## Historie
Lokalita byla osídlena již v pravěku, kdy se na ní postupně vystřídaly kultura s lineární keramikou, kultura s nálevkovitými poháry, únětická, mohylová, knovízská a štítarská kultura. V pozdní době halštatské zde vzniklo hradiště, které sice zaniklo, ale jeho plocha byla podle archeologických nálezů osídlena také v době laténské a během starší doby římské. V devátém století existovala na budoucím předhradí slovanská osada a samotné hradiště bylo s využitím starších valů znovu vybudováno na přelomu devátého a desátého století.
Podle Vojtěcha Peksy byla ve střední době hradištní ohrazena nanejvýš akropole. Doložené a prozkoumané opevnění pochází až z mladší doby hradištní, tj. nejdříve ze druhé poloviny desátého století.  Hradiště v té době plnilo funkci správního centra, byť v soustavě přemyslovských hradů patřilo k těm méně významným. Jeho poloha byla spojena nejspíše s kontrolou cesty k přísečnickému průsmyku a dále do Saska, která asi v oblasti Želinského meandru překonávala Ohři. Ve dvanáctém století význam hradiště upadal. Údržba hradeb pravděpodobně ustala, ale osídlení na hradišti přetrvalo a zaniklo až v důsledku založení Kadaně.

## Stavební podoba

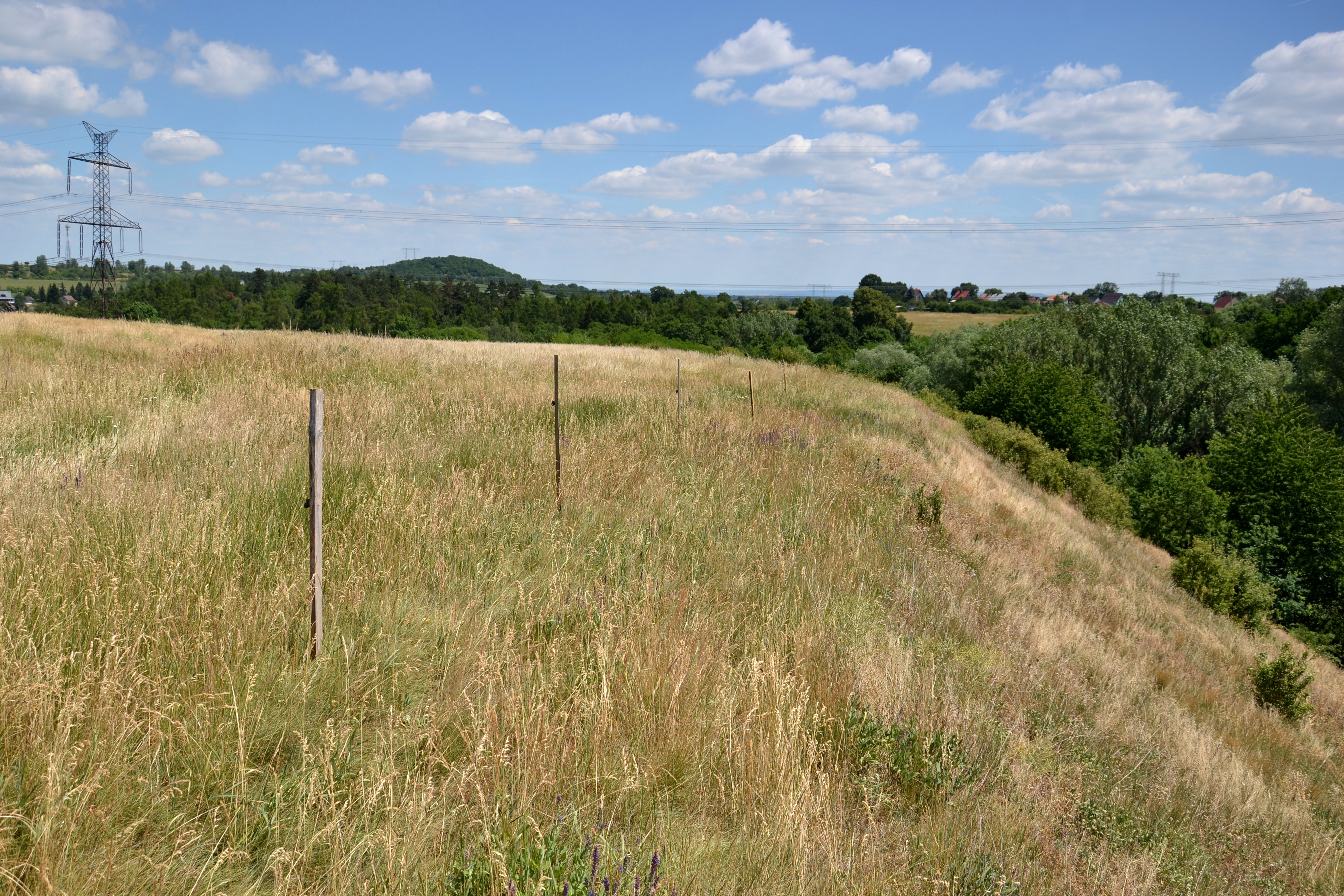
Strmý jižní svah akropole spadá do údolí Úhošťanského potoka

Hradiště bylo trojdílné s celkovou rozlohou 25 ha. Chránila ho trojice hradeb částečně dochovaných v podobě valů. Všechny tři valy ponechávají na jižním okraji prostor pro přístup dovnitř hradiště. Vnější předhradí o rozloze 14,3 hektaru bylo opevněno příkopem a valem dlouhým 650 metrů. Jeho zbytky jsou asi tři metry vysoké a v patě až patnáct metrů široké. Střední val, který odděloval vnitřní předhradí (5,8 hektaru), byl 255 metrů dlouhý, dva metry vysoký a až deset metrů široký. Během druhé poloviny dvacátého století byl téměř beze zbytku rozorán, ale kromě starších záznamů je jeho existence doložena leteckou archeologií.
Plocha vnitřního hradu činí 4,9 hektaru. Těleso valu měřilo v roce 1972 na délku 200 metrů, šířka dosahovala až sedmnáct metrů a výška nad předhradím až třináct metrů. Nejstarší fázi z doby štítarské kultury tvořil hliněný násep, jehož koruna mohla nést palisádu. Tento val překryla hradba o 300 let mladšího halštatského hradiště, před jejíž výstavbou byl terén srovnán mohutnou navážkou. Na ní byly postaveny dvě pět metrů vzdálené hradby vysoké přibližně tři metry. Tvořila je roubená konstrukce vyplněná kamením a hlínou. Podle vrstvy vypálené hlíny se předpokládá, že zanikla během požáru. Nejmladší slovanské opevnění představovala čelní kamenná zeď, za kterou se nacházela roštová konstrukce vyplněná hlínou.